# Quentin Dujardin
Quentin Dujardin (* 17. November 1977 in Dinant) ist ein belgischer Jazz- und Weltmusiker (Gitarre, Komposition).

## Leben und Wirken
Dujardin erhielt bereits mit fünf Jahren ersten Gitarrenunterricht an der Académie des Beaux-Arts de Ciney bei Geneviève und Bernard Franco. Mit sieben Jahren wurde er Chorknabe; mit seinem älteren Bruder gab er Konzerte in der Dorfkirche. In den nächsten Jahren unterwiesen ihn auch Gitarristen, die am Concours International Printemps de la Guitare teilnahmen. 1989 gewann er den Edouard-Bastin-Wettbewerb. Beeinflusst durch Philip Catherines Album Transparence begann er, sich für den Jazz zu interessieren und nahm an Kursen von Pierre van Dormael, Erwin Vann Nathalie Loriers und Bart Defoort teil. Zwischen 1996 und 2000 absolvierte er den Jazz-Masterstudiengang am Königlichen Konservatorium Brüssel. Dann studierte er ein Jahr lang am Konservatorium von Gent die Komposition von Filmmusiken.
Dujardin war seit Anfang des Jahrtausends in seiner eigenen Formation aktiv. Alleine mit seiner klassischen Gitarre erkundete er auf Reisen viele Musikkulturen; aus dem Hören und Mischen von Klängen aus aller Welt entwickelte er einen eigenen Stil, den er mit seiner Band umsetzte. Neben seiner Gruppe arbeitete er im Duo mit Ivan Paduart ( Vivre 2004), das später zum Sextett erweitert wurde. Mit dem Akkordeonisten Didier Laloy leitete er seit 2020 ein Trio bzw. Quartett. In seinem eigenen Quartett spielen aktuell (2022) neben Laloy Nicolas Fiszman und Manu Katché. Weiterhin arbeitete er mit Toots Thielemans, Lee Townsend, Mahsa Vahdat, Iva Bittova, Bijan Chemirani, Njava, Kevin Seddiki oder Matthieu Saglio.
Dujardin komponierte weiterhin Filmmusiken und verfasste die Musik zu Éric-Emmanuel Schmitts Theaterstück Monsieur Ibrahim et les Fleurs du Coran. 2008 drehte Freddy Mouchard den Dokumentarfilm Sur le Chemin (77:00) über Dujardins Zugang, sich Musik über seine Reisen anzueignen.

## Preise und Auszeichnungen
Dujardins Musik zum Film Ma Forêt wurde 2012 auf dem Waldforum der Vereinten Nationen ausgezeichnet. Für die Musik zum Film Paradisiac erhielt er 2022 den Preis für den besten Komponisten beim Toronto Independent Film Festival.

## Diskographische Hinweise
- La Fontaine de Gore (Agua 2002, mit Diederik Wissels)
- Khamis (Arsis 2003, mit Mohamed Anas Taob, Jalal El Allouli, Damien Libert, Tuur Florizoone, Arnout Hellofs, Stephan Iay)
- Ivan Paduart & Quentin Dujardin: Catharsis (Mons Records 2016, mit Bert Joris, Olivier Ker Ourio, Richard Bona, Manu Katché)
- Quentin Dujardin / Didier Laloy: Water & Fire (Agua 2020, mit Adrien Tyberghein, sowie NoHo, Nicolas Fiszman)[2]